# (4609) Pizarro
(4609) Pizarro (1988 CT3) – planetoida z pasa głównego asteroid okrążająca Słońce w ciągu 5 lat i 177 dni w średniej odległości 3,11 j.a. Została odkryta 13 lutego 1988 roku.